# Oliarus makaala
Oliarus makaala är en insektsart som beskrevs av Giffard 1925. Oliarus makaala ingår i släktet Oliarus och familjen kilstritar. Inga underarter finns listade i Catalogue of Life.